# سلطان‌نشین سامودرا پاسای
سلطان‌نشین سامودرا پاسای، که به نام‌های سامودرا، پاسای یا سامودرا دارالسلام یا پاچم نیز شناخته می‌شود، یک پادشاهی بندری مسلمان در ساحل شمالی سوماترا از سده ۱۳ تا ۱۶ میلادی بود. بنیان‌گذار این پادشاهی مراه سیلو نام داشت که در سال ۱۲۶۷ اسلام آورد و نامش را به ملک الصالح تغییر داد.
شواهد کمی برای بررسی تاریخی این پادشاهی باقی مانده‌است.